# Palpostoma flavum
Palpostoma flavum là một loài ruồi trong họ Tachinidae.